# Thanassoúlas Valtinós
Thanassoúlas Valtinós (en grec moderne : Θανασούλας Βαλτινός) est un général d'armée grec, né en 1802 et mort en 1870. 
Issu d'une famille d'armatoles de la région du Valtos au service d'Ali Pacha, il grandit à la cour de ce dernier où il est un élève d'Athanásios Psalídas. Après la défaite d'Ali au cours de la guerre d'indépendance grecque (1821-1829), il reste otage des Ottomans à Ioannina jusqu'en 1824, quand Omer Vryonis le libère pour le prendre à son service ; il trahit cependant les Ottomans et rejoint les insurgés.
Il participe aux batailles de Domvraina et d'Arachova (1826) sous les ordres de Karaïskákis ; ayant ensuite rejoint l'armée régulière, il devient général et aide de camp du roi Othon.